# Calommata meridionalis
Espèce
Calommata meridionalis est une espèce d'araignées mygalomorphes de la famille des Atypidae.

## Distribution
Cette espèce est endémique de l'État-Libre en Afrique du Sud.

## Description
Les mâles mesurent de 5,60 à 7,80 mm dont le mâle holotype 7,00 mm

## Publication originale
- Fourie, Haddad & Jocqué, 2011 : A revision of the purse-web spider genus Calommata Lucas, 1837 (Araneae, Atypidae) in the Afrotropical Region. ZooKeys, no 95, p. 1–28 (texte intégral).